# Elodina egnatia
Elodina egnatia is een vlindersoort uit de familie van de Pieridae (witjes), onderfamilie Pierinae.
Elodina egnatia werd in 1819 beschreven door Godart.